# Pete Smith (Baseballspieler, 1940)
Peter Luke „Pete“ Smith (* 19. März 1940 in Natick, Massachusetts) ist ein ehemaliger US-amerikanischer Baseballspieler in der Major League Baseball (MLB) auf der Position des Pitchers der 1962 und 1963 für die Boston Red Sox spielte.

## Werdegang
Smith machte sein MLB-Debüt am 13. September 1962 im Alter von 22 Jahren gegen die Detroit Tigers. In diesem Spiel pitchte er 3 2⁄3 Innings und ließ sieben Hits und acht Runs zu. Das Spiel verloren die Red Sox mit 6 zu 14. Smith wechselte 1962 und 1963 ständig zwischen der Triple-A und der MLB. In der Triple-A spielte er für die Seattle Rainiers in der Pacific Coast League (PCL). Dort kam er auf insgesamt 63 Spiele, 22 Wins und 26 Losses. Sein letztes Spiel in der MLB bestritt Smith am 28. September 1963 gegen die Los Angeles Angels. In diesem Spiel pitchte er zwei Innings und initiierte ein Triple Play; ein äußerst seltener Spielzug der Defensive. Charlie Dees von den Angels stand auf der zweiten Base und Lee Thomas von den Angels stand auf der ersten Base. Der Schlagmann Félix Torres versuchte beide Läufer durch einen Bunt eine Base weiter zu bekommen. Smith fing jedoch den gebunteten Ball und warf diesen zur dritten Base an der Frank Malzone stand und das erste Aus spielte. Malzone warf den Ball weiter zu Eddie Bressoud, dem Shortstop der Red Sox. Dieser machte das zweite Aus am zweiten Base und warf den Ball weiter zur ersten Base, an der der Second Baseman Félix Mantilla stand und das dritte Aus machte. Das Spiel gewannen die Red Sox mit 4 zu 3.